# Terra Alta
Terra Alta (spanyolul: Tierra Alta) járás (comarca) Katalóniában, Tarragona tartományban. Terra Alta Ribera d’Ebre, Baix Ebre és Matarraña comarcákkal határos.

## Települések
A települések utáni szám a népességet mutatja. Az adatok 2002 szerintiek.
- Arnes - 501
- Batea - 2 063
- Bot - 793
- Caseres - 323
- Corbera d'Ebre - 1 040
- La Fatarella - 1 184
- Gandesa - 2 805
- Horta de Sant Joan - 1 189
- El Pinell de Brai - 1 075
- La Pobla de Massaluca - 426
- Prat de Comte - 187
- Vilalba dels Arcs - 736